# ズヴェズダ月面基地
ズヴェズダ月面基地（ズヴェズダげつめんきち、英語: Zvezda moonbase、ロシア語: звезда 、「星」の意。）は、DLB月面基地とも呼ばれ、1962年から1974年にかけて、 N1-L3有人月旅行計画の後継として有人月面基地を建設するというソビエト連邦の計画とプロジェクト。ズヴェズダ月面基地は、計画の途中でキャンセルされた。

## 実現例
基地の主な居住モジュールは、最初に月に輸送される。その後、ルノホートローバーを含む自動宇宙船が輸送され、その後に人間の乗組員とその他のモジュールが輸送される。乗組員の安全のために、居住モジュールはレゴリスで覆われている可能性がある。ベースの探索または再配置を可能にするために、居住モジュールがホイールシャーシに取り付けられ、複数のドッキングされて移動可能な列車を形成している場合がある。基地のエネルギーは、原子力電池と原子炉によって供給される。
月面基地計画は、ソビエト宇宙局長セルゲイ・コロリョフからウラジーミル・バーミンのスペクマッシュ（特殊機械製造）局に命じられた。このプロジェクトは、技術仕様では「DLB Lunar Base」と名付けられ、政府文書ではズヴェズダと名付けらた。非公式には、プロジェクトはその設計者によってバーミングラード （バーミンの都市）と呼ばれていた。
月の植民地化について、下記の通り研究がされている。
- 基地の目的
- 建設のコンセプト
- 実現の段階
- 建設および科学機器
- 軍事用品の可能性

## パラメーター
ベースの本体は居住モジュールである。ベースは9つのモジュールで構成され、それぞれが個別に提供される予定で、モジュールには、制御、実験室、生活、医療、食事、店舗、その他の特定の目的があった。各モジュールの全長は8.6メートル、直径は3.3メートル、全長は18トン。モジュールは初期の長さが4.5メートルで、拡張されたメカニズムと設置後の空気圧縮によってフルサイズになる。
トレインの質量は8トン、4人の宇宙飛行士が乗車し、タグボート、生命、エネルギー、掘削モジュールで構成されている。各モジュールのシャーシには、それぞれがルノホートに実装される。個別のドライブを備えた8つのホイールがある。
ベースとトレインのモジュールには、微小隕石、熱、紫外線から保護する3層構造になっている。外部と内部の金属層の間には、特殊な発泡スチロールがある。トレインには、宇宙服を使用せずに土壌のサンプルを収集できるマニピュレーターアームがある。
水は化学反応によって月の土壌から抽出される。ラヴォーチキン支局は、そのようなユニットの小さなバージョンを開発したが、テストしていない。
月面基地には9人から12人の乗組員がいる。

## メディアでの登場
- 1969 -  1970年のTVシリーズUFOは、ズヴェズダに似た、巨大なトラックのようなローバーを備えたSovatek Corporation（「ソビエト」と「テック」での演劇）の月面基地を備えている。
- 2019年のウェブテレビシリーズ「フォー・オール・マンカインド」には、ズヴェズダと呼ばれるソビエトの月面基地がある。